# 교황 실베스테르 2세
교황 실베스테르 2세(라틴어: Silvester PP. II, 이탈리아어: Papa Silvestro II)는 제139대 교황(재위: 999년 4월 2일 - 1003년 5월 12일)이다. 본명은 제르베르 도리악(프랑스어: Gerbert d'Aurillac)이다. 최초의 프랑스인 교황인 그는 아라비아 및 그리스-로마의 산수학과 수학, 천문학에 대한 공부를 널리 장려했으며, 그리스-로마 시대 이후 동로마 제국을 제외한 나머지 유럽에서 자취를 감춘 주판과 혼천의를 재도입하였다. 또한 아라비아 숫자를 이용한 십진법을 유럽에 도입하였다.

## 생애
제르베르는 946년경 프랑스 캉탈주 생시몽 코뮌 인근에 있는 베리악이라는 마을에서 태어났다. 963년경 그는 오리악의 성 제랄도 수도원에 입회하였다. 967년 바르셀로나의 보렐 2세 백작이 수도원을 방문할 당시 수도원장은 백작에게 제르베르를 데려가서, 스페인에서 수학과 아라비아 학문을 공부할 수 있도록 해달라고 부탁하였다. 이후 수년간 제르베르는 바르셀로나로부터 북쪽으로 약 60킬로미터쯤 떨어진 비크의 주교 아토의 지도 아래 공부했는데, 아마도 장소는 산타 마리아 데 리폴 수도원이었던 것으로 추정된다. 그 당시에 이곳은 아직 이슬람교의 지배 아래 있지 않았다.
알안달루스와 전쟁을 벌이던 중 수세에 몰려있던 보렐 2세 백작은 휴전을 요청하기 위해 코르도바에 사절단을 보냈다. 이들 사절단 중에는 비크의 주교 아토도 포함되어 있었는데, 코르도바의 알하킴 2세는 예의를 갖추어 정중하게 그들을 맞이하였다. 아토는 코르도바 궁전의 아름다움에 매료되어 아랍인들에게 큰 존경심을 갖은 채 돌아왔다. 제르베르는 아토에게 아랍의 군주들에 대해 더 알려 달라고 부탁하였다. 그가 보기에 아랍의 군주들은 전쟁보다는 과학과 문학에 더 관심을 보인 것처럼 보였기 때문이다. 제르베르는 이슬람 고등교육시설인 마드라사의 위대한 교사들처럼 수학과 자연과학에 능통하고, 아랍인과 비슷하게 옷을 입고 말하는 주교들과 법조인들에 대한 이야기를 듣고 매료되었다. 이는 제르베르로 하여금 아랍에 대한 동경심과 더불어 수학과 천문학에 열정을 갖고 투신하게 된 계기가 되었다.
969년 보렐 2세 백작은 제르베르를 대동하고 로마로 순례를 떠났는데, 그곳에서 그들은 교황 요한 13세와 오토 1세 황제를 만나게 되었다. 제르베르의 뛰어난 지식에 탄복한 요한 13세의 추천에 따라 오토 1세는 그를 자신의 어린 아들(훗날의 오토 2세)의 개인교사로 채용했으며, 몇년 후에 랭스 대성당 사립 학교에 공부할 수 있도록 휴가를 주었다. 그곳에서 제르베르는 랭스 대주교 아달베론에 의해 대성당 사립 학교의 교사로 채용되었다. 973년 신성 로마 제국의 황제로 등극한 오토 2세는 제르베르를 보비오 수도원의 아빠스 겸 백작으로 임명했다. 하지만 이전 아빠스들에 의해 수도원이 엉망이 되어 폐허가 되었기 때문에 제르베르는 결국 랭스로 돌아가야만 했다.
983년 오토 2세가 사망한 후, 제르베르는 정계에 진출하였다. 985년 대주교의 지지를 등에 업고 그는 위그 카페를 지지하며, 오토 3세 황제에게서 로렌 지방을 빼앗으려는 로테르의 시도에 반대하고 나섰다. 987년 위그 카페가 프랑스의 국왕으로 등극하면서 카롤링거 왕조는 역사의 뒤안길로 사라졌다.

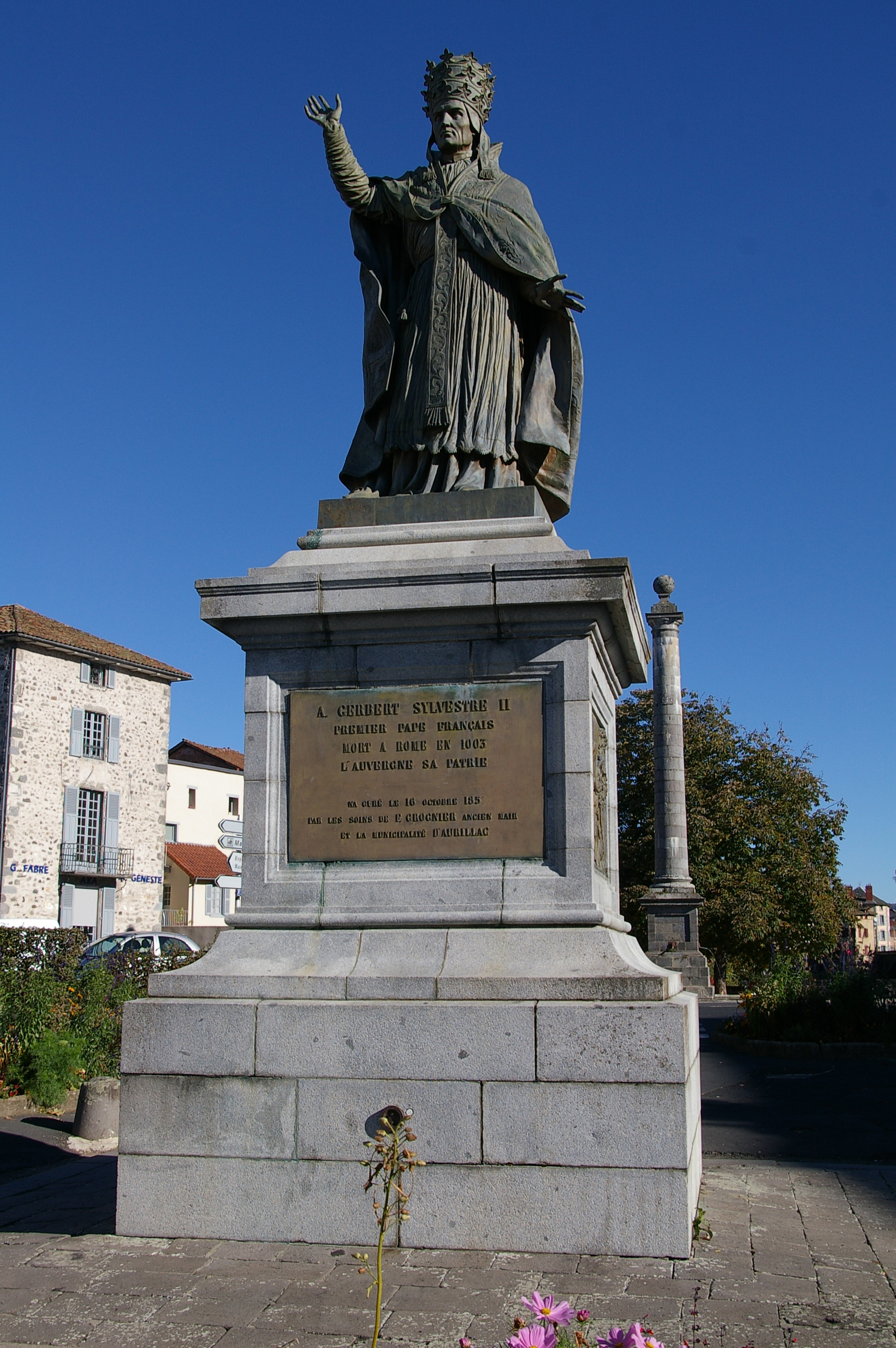
프랑스 오베르뉴 주 오리악에 있는 교황 실베스테르 2세상

989년 1월 23일 아달베론이 선종하였다. 그의 뒤를 이어 제르베르가 교구장 주교로 착좌하는 것이 자연스러운 수순이었지만, 위그 카페는 그 대신에 로테르의 사생아인 아르눌프를 대신 착좌하도록 손을 썼다. 그러나 아르눌프는 991년 왕에 대한 반역 혐의로 교구장직에서 파면당하고, 제르베르가 새 주교로 선출되었다. 그러나 제르베르가 랭스 교구장직에 착좌한 것에 대해 교구 내에 상당한 반발이 일어나자, 교황 요한 15세는 특사를 파견해 제르베르의 성무 집행을 일시적으로 중단시켰다. 제르베르는 이러한 결정이 교회법적으로 무효임을 입증하기 위해 애썼지만, 995년에 소집된 시노드에서는 아르눌프의 파면은 무효라고 선언했다.
이 때 제르베르는 오토 3세의 교사로 활동했으며, 998년 오토 3세의 사촌인 교황 그레고리오 5세에 의해 라벤나의 대주교로 서임되었다. 그리고 오토 3세의 지지에 힘입어, 999년 교황 그레고리오 5세의 뒤를 이어 새 교황으로 선출되었다. 제르베르는 콘스탄티누스 1세 황제의 조언자였던 교황 실베스테르 1세를 시사하며, 자신의 새 이름으로 실베스테르 2세를 선택하였다. 실베스테르 2세는 교황으로 선출된 직후, 과거 자신과 껄끄러운 상대였던 아르눌프의 랭스 대주교직을 재차 확인해 주었다. 교황으로서 그는 사생활에 흠이 없고 능력이 출중한 사람만이 주교가 될 수 있도록 해야 한다면서 성직자들 사이에 암암리에 행해져왔던 성직매매와 축첩 등의 문제를 바로 잡기 위해 적극적인 조치를 취했다.
1001년 로마 시민들이 신성 로마 제국에 반대하는 시위를 벌이면서, 오토 3세와 실베스테르 2세는 라벤나로 급히 몸을 피신하였다. 오토 3세는 로마를 다시 장악하여 치안을 안정시키기 위해 두 차례나 원정길에 올랐지만, 번번이 실패하였다. 그리고 1002년 제3차 원정대를 이끌다가 사망하였다. 비록 반동을 일으킨 귀족들이 여전히 로마의 권력을 잡고 있는 상태였지만, 오토 3세가 사망하자 실베스테르 2세는 바로 로마로 돌아올 수 있었다. 실베스테르 2세는 로마에 돌아온지 얼마 지나지 않아 선종하였다. 그의 시신은 라테라노 대성전에 안장되었다.

## 저술과 가르침
제르베르는 당대에 가장 저명한 과학자 가운데 한 사람으로 거론된다. 그는 산술학, 기하학, 천문학, 음악 등 네 가지 학문 분야(사과)를 다룬 일련의 저서를 남겼는데, 그는 이들 학문을 삼학(문법, 논리, 수사)을 활용하여 이를 학생들에게 가르쳤다. 왈리드 아미네 살합은 제르베르가 유럽에 이러한 교육방식을 다시 도입시킨 것은 이슬람교 치하 스페인(알안달루스)에 있는 코르도바 마드라사로부터 영향을 받은 것이라고 주장하였다. 랭스에 있을 당시 그는 공기를 수동으로 펌프질해야 했던 이전의 모든 악기를 뛰어넘는 놋쇠 파이프를 갖춘 수압식 오르간을 만들었다. 984년 제르베르는 바르셀로나의 루피투스에게 서신을 보내 점성술과 천문학에 관한 책 한 권을 구해줄 것을 부탁했다. 역사학자 S. 짐 테스터는 제르베르가 점성술과 천문학이라는 두 용어를 같은 의미로 사용한 것이라고 말했다. 그로부터 50년 뒤에 헤르마누스 콘트락투스에 의해 편집된 천문관측기구 아스트롤라베에 대한 설명서의 유력한 저자 가운데 한 명으로 제르베르의 이름이 거론되고 있다. 제르베르는 교황 실베스테르 2세가 된 이후에도 교리에 관한 논문인 《주님의 몸과 피에 대하여》(De corpore et sanguine Domini)를 집필했다.

### 주판과 힌두-아라비아 숫자

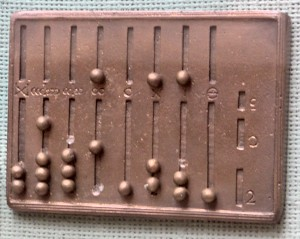
고대 로마 주판의 복원품

제르베르는 힌두-아라비아 자릿수를 배워 그에 대한 지식을 주판에 적용했지만, 찰스 자이페에 의하면 숫자 0이 없이 사용했다고 한다. 12세기 역사학자 맘스베리의 윌리엄에 의하면, 제르베르는 스페인 아랍에서 주판으로 숫자를 계산하는 방법을 얻었다고 한다. 제르베르가 유럽에 재도입한 주판은 랭스의 방패 제조업자가 동물의 뿔로 만든 27선 주판으로 1부터 9까지의 숫자(0은 비어있는 세로단으로 대체하였다.)와 천여 개의 부호로 구성되어 있었다. 제르베르의 제자에 의하면, 그는 당시 사람들이 로마 숫자만 사용해서 하기 어려웠던 계산을 주판으로 신속하게 계산할 수 있었다고 한다. 제르베르의 재도입으로 주판은 11세기에 다시 한 번 유럽에서 널리 사용되었다.

### 혼천의와 아스트롤라베
그리스-로마 시대가 끝난 이후로 유럽에서 혼천의는 사라졌지만, 문명의 끝자락에 제르베르가 알안달루스의 이슬람 문명을 통해서 라틴 유럽에 다시 들여왔다. 제르베르가 들여온 혼천의에 대한 정보는 그의 옛 제자이자 프랑스 귀족 출신으로 랭스에서 함께 수도 생활을 한 리셰의 증언과 제르베르가 자신의 옛 제자들과 동료인 콘스탄티누스에게 보낸 편지에 상세하게 나와 있다. 리셰는 제르베르가 별들이 밤하늘을 사선으로 가로지른다는 사실을 발견했다고 진술하였다. 리셰는 제르베르가 수학과 천문학을 가르칠 때 혼천의를 시각 자료로 사용했으며, 또 혼천의에 어떻게 동그라미와 표시를 남겼는지를 다음과 같이 설명했다.

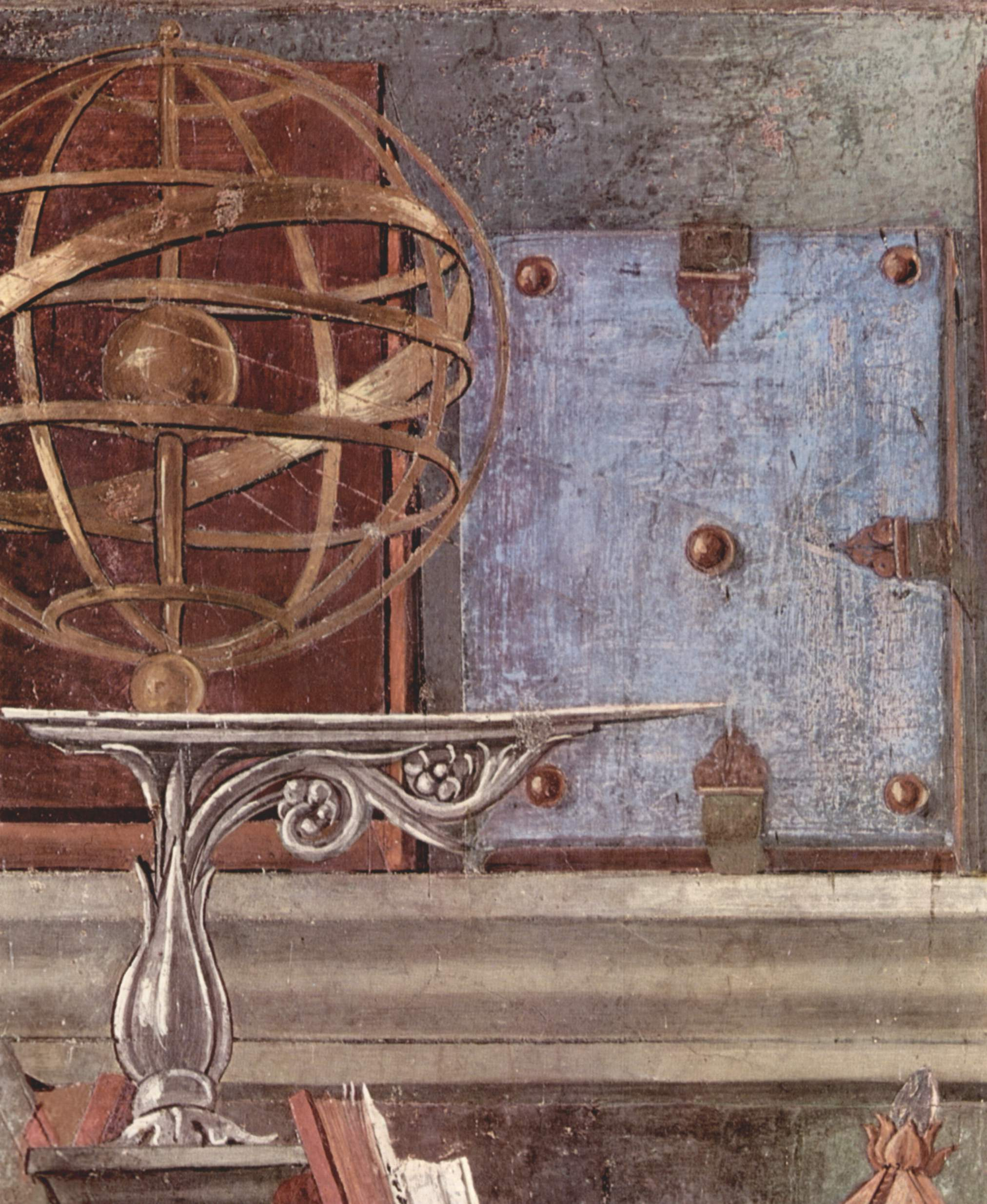
산드로 보티첼리가 그린 혼천의. 1480년경 작품.

먼저 [제르베르는] 목재로 만든 평범한 구체를 보여주었다. … 거대한 이 세상을 이처럼 작은 모형으로 표현한 그는 수평선상에 있는 이 구체의 양극을 비스듬히 기울여, 북쪽에 위치한 별자리들은 위쪽의 극을 향하고, 남쪽에 위치한 별자리들은 아래쪽 극을 향한다는 것을 보여주었다. 그는 눈에 보이는 별들을 보이지 않는 별들과 구분하기 위해서 그리스인들은 수평선, 라틴인들은 지평선이라고 부르는 일직선으로 동그라미를 그렸다. 수평선 위에 별들이 뜨고 진다는 사실을 실습을 통해 타당하게 입증한 그는 별자리들을 현실감 있게 보여주기 위해 자연 그대로 표시하였다. … 그는 혼천의를 이등분하여 튜브는 지름을, 한쪽 끝은 북극을, 다른 한쪽 끝은 남극을 나타내게 하였다. 그런 다음 그는 한쪽 극에서 반대쪽 극까지 반원을 30등분하였다. 한쪽 극에서부터 6줄을 그은 다음 크게 원을 그려 북극권을 표시하였다. 그 아래는 5등분해 복회귀선을 나타내는 다른 선을 그었다. 그리고 그 밑을 4등분하여 적도를 나타내는 선을 그었다. 남극까지의 거리는 같은 치수로 나누었다.

위 자료를 토대로 역사학자 오스카 G. 달링턴은 제르베르가 자신의 혼천의 측면을 6도 단위로 같은 위도선을 그어 360도가 아니라 60도로 나누었다고 주장했다. 이에 따르면 제르베르의 혼천의는 54도에 두었을 것으로, 실제인 66° 33'에서 조금 밖에 벗어나지 않았다. 그가 가리킨 북회귀선 24도는 거의 정확했고, 적도의 위치는 완벽히 들어맞았다. 리셰는 제르베르가 어떻게 혼천의를 가지고 보다 쉽게 별들을 관측할 수 있었는지에 대해서도 밝혔다.

그는 행성들이 지구로부터 가까워지거나 멀어질 때 나타난 동일한 행성진로(궤도)를 보여주는데 성공했다. 그는 최초로 혼천의를 고안해낸 사람이다. 그는 그리스어로는 코루리(coluri), 라틴어로는 인치덴테스(incidentes)라 불리는 두 개의 원을 겹치게 하였다. 두 원은 맨 끝에서 서로 마주보고 있었는데, 그 위치는 남극과 북극을 나타내는 것이었다. 그는 사계선들에 걸쳐 5개의 다른 원들을 매우 정확하게 그렸고, 이들 사계선들이 잇는 반구의 양쪽 두 극 사이를 30등분하였다. 이들 원들은 병행원이라 하였다. 그는 반구를 30등분한 다음 한쪽의 극과 첫번째 원 사이에 6등분을, 첫 번째와 두 번째 원 사이에는 5등분을, 두 번째와 세 번째 원 사이에는 4등분을, 세 번째와 네 번째 원 사이에는 다시 4등분을, 네 번째와 다섯 번째 원 사이에는 5등분을, 다섯 번째와 여섯 번째 원 사이에는 6등분을 삽입했다. 그는 그 중 다섯 개의 원을 비스듬하게 배치했는데, 이 원들은 동물의 이름을 따서 그리스어로는 loxos 또는 zoe, 그리고 라틴어로는 obliques 또는 vitalis(황도십이궁)라 부른다. 그는 이 원들로 행성들의 궤도를 매우 특별한 방법으로 계산했을 뿐만 아니라 행성들의 궤적과 높이, 상대적 거리 등을 제자들이 보는 앞에서 완벽하게 측정해 보였다.

리셰는 제르베르가 사용한 또다른 혼천의에 대해서도 진술하였다. 철선과 구리선에 매달린 형태인 이 혼천의는 속이 빈 구체의 축에 관이 고정되어 있어 별자리를 관측할 수 있었다. 이 혼천의는 제르베르가 대학 동료 콘스탄티누스에게 보낸 편지에서도 설명되어 있다. 제르베르는 콘스탄티누스에게 만일 지금 보고 있는 별이 북극성이 맞는지 의심스러우면 혼천의의 조준관을 그 별에 고정시키고, 시간이 한참 지나도 그 별이 계속 그 자리에 있으면 북극성이 맞다고 설명해주었다. 뿐만 아니라 제르베르는 콘스탄티누스에게 위아래로 설치된 관들을 통해 북극을 측정하는 방법은 물론 북극권, 북회귀선, 적도, 남회귀선을 측정하는 방법에 대해서도 알려주었다.

## 저서

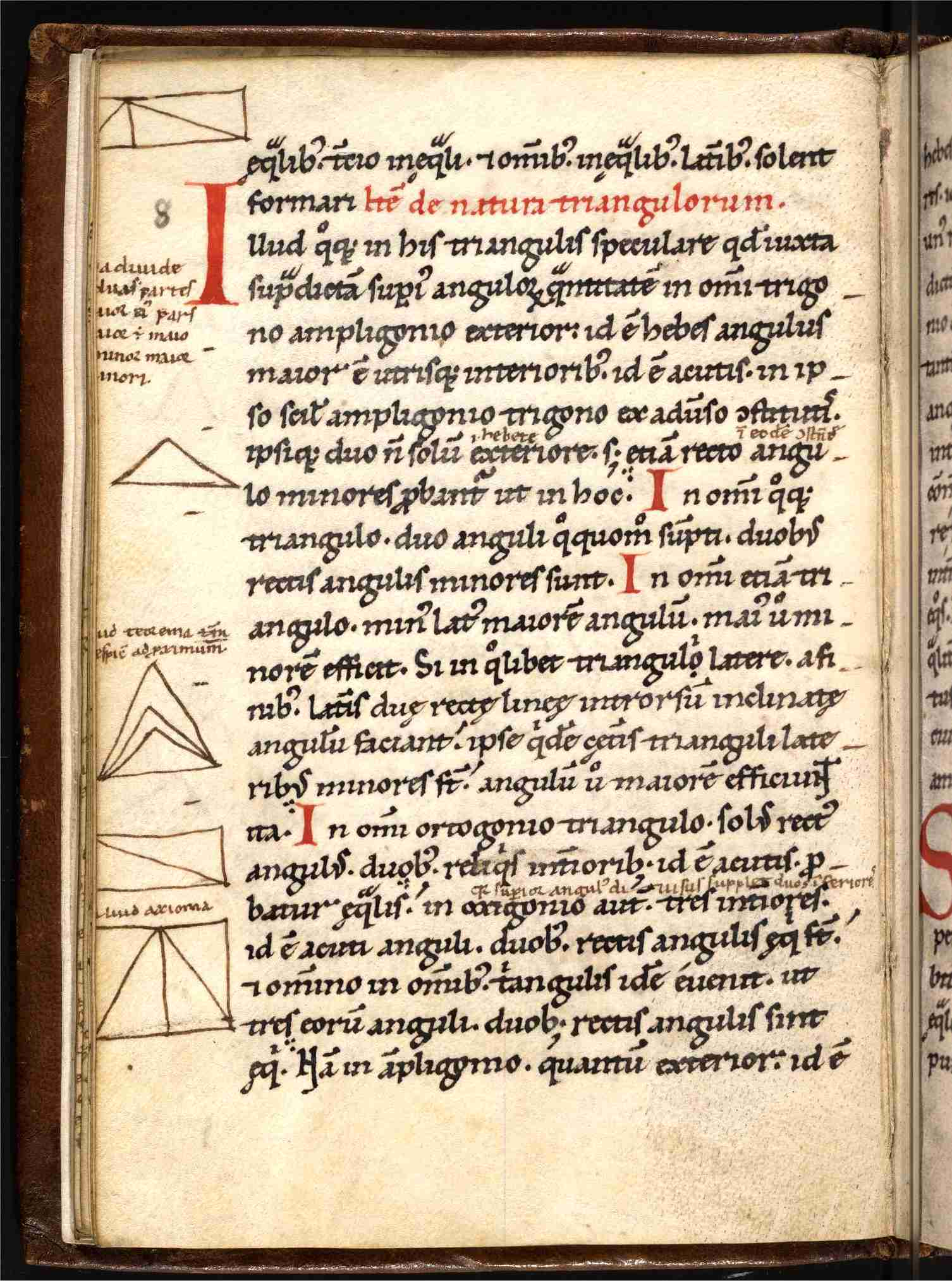
《De geometria》의 12세기 복사본.

《교부문헌》 139권에는 제르베르의 글이 실려있다. 달링턴은 제르베르가 자신이 쓴 편지들을 보존한 이유는 그 편지들을 편집해서 자신의 문하생들에게 올바른 편지 쓰기를 가르치는 교재로 만들기 위함이었다고 언급하였다.
- 수학
  - Libellus de numerorum divisione[21]
  - De geometria[21]
  - Regula de abaco computi[21]
  - Liber abaci[21]
  - Libellus de rationali et ratione uti[21]
- 종교
  - Sermo de informatione episcoporum
  - De corpore et sanguine Domini
  - Selecta e concil. Basol., Remens., Masom. 등등
- 편지들
  - Epistolae ante summum pontificatum scriptae
    - 황제들과 교황들, 주교들에게 보낸 편지를 포함한 편지 218통

  - Epistolae et decreta pontificia
    - 아르눌프를 비롯한 주교들과 아빠스에게 보낸 편지 15통
    - 오토 3세에게 보낸 편지(불확실)
    - 다섯 편의 짧은 시
- 기타
  - Acta concilii Remensis ad S. Basolum
  - Leonis legati epistola ad Hugonem et Robertum reges